# Xã Pilot Grove, Quận Moniteau, Missouri
Xã Pilot Grove (tiếng Anh: Pilot Grove Township) là một xã thuộc quận Moniteau, tiểu bang Missouri, Hoa Kỳ. Năm 2010, dân số của xã này là 1.275 người.